# Maytê Piragibe
Maytê Bernardes Rodrigues Piragibe (Rio de Janeiro, 2 de dezembro de 1983) é uma atriz e apresentadora brasileira.

## Carreira
"Começou fazendo comerciais aos cinco anos de idade e, aos 12, se matriculou no tradicional curso do Teatro Tablado, no Rio, onde atuou por quatro anos, encenando três peças amadoras. Aos 17, seguindo o conselho do pai, iniciou um curso superior de Teatro, mas teve de trancar ao ser chamada para integrar o elenco de apoio de Malhação, interpretando a garçonete Lili, e fazendo uma participação em A Turma do Didi. "O Beijo do Vampiro é minha estréia mesmo”, considera a atriz. Foi apresentadora do extinto TV Globinho, onde comandou o infantil por dois anos, em 2003 e 2004. Depois de atuar em algumas novelas da Rede Globo, migrou pra Rede Record em 2006, atuou em Cidadão Brasileiro  e protagonizou Vidas Opostas, na qual fez a mocinha Joana. A personagem é uma menina humilde, que cursa faculdade com ajuda de uma bolsa de estudos e se apaixona por um rapaz rico, Miguel, interpretado por Léo Rosa.  Interpretou a policial Nati em Os Mutantes - Caminhos do Coração e também em Promessas de Amor. Em 2010, estreou grávida de tres meses, a peça Exorciza-me com texto e produção dela. Em 2014 Maytê Interpretou Renata na  novela Vitória. substituindo Giselle Itié, que sofreu um acidente de Moto. Em fevereiro de 2017, foi confirmada como participante do reality Dancing Brasil, exibido pela RecordTV, onde foi a campeã da disputa junto ao coreografo Paulo Victor Souza com 42,53% dos votos do público. Em 2017, fez uma participação na primeira fase de Apocalipse, como a doce Ana Sardes. Em 2018 retoma a carreira como apresentadora no programa no Canal Like ao lado de Hugo Bonemer.

## Vida pessoal
Entre 2005 e 2006 namorou o ator Daniel Del Sarto. Entre 2007 e 2008 namorou o ator Marcos Pitombo. Em 2009 começou a namorar o ator Marlos Cruz, com quem foi casada entre 2010 e 2013. Os dois tiveram uma única filha, Violeta, nascida em 3 de novembro de 2010.

## Controvérsias
Em 23 de outubro de 2018 foi detida por porte de drogas junto com o cantor Tiago Nacarato, participante do The Voice Brasil, quando os policiais encontraram maconha em seu carro.

## Filmografia

### Televisão
| Ano     | Título                           | Personagem / Cargo               | Nota                             |
| ------- | -------------------------------- | -------------------------------- | -------------------------------- |
| 2001    | Malhação                         | Lili                             | Elenco de apoio                  |
| 2002    | O Beijo do Vampiro               | Lúcia Amado (Lucinha)            |                                  |
| 2003    | Carga Pesada                     | Luíza                            | Episódio: "O Passado Me Condena" |
| 2003    | TV Globinho                      | Apresentadora                    |                                  |
| 2004    | Como uma Onda                    | Júlia Amarante                   |                                  |
| 2005    | Cidade dos Homens                | Maya                             | Episódio: "Atração Fatal"        |
| 2006    | Cidadão Brasileiro               | Eleni Castro                     |                                  |
| 2006    | Vidas Opostas                    | Joana de Souza                   |                                  |
| 2008    | Os Mutantes: Caminhos do Coração | Natália Vanarini Palmieri (Nati) |                                  |
| 2009    | Mutantes: Promessas de Amor      | Natália Vanarini Palmieri (Nati) |                                  |
| 2013    | José do Egito                    | Azenate                          |                                  |
| 2013    | Pecado Mortal                    | Donana Vêneto (jovem)            | Episódios: "25–26 de setembro"   |
| 2014    | Vitória                          | Renata Nogueira Pereira          |                                  |
| 2016    | A Terra Prometida                | Jéssica                          |                                  |
| 2017    | Dancing Brasil                   | Vencedora                        | Temporada 1                      |
| 2017    | Apocalipse                       | Ana Sardes                       | Episódios: "21–22 de novembro"   |
| 2018–21 | Like                             | Apresentadora                    |                                  |
| 2019    | Homens                           | Raquel                           | Episódio: "3"                    |

### Cinema
| Ano  | Título                                | Personagem      | Nota         |
| ---- | ------------------------------------- | --------------- | ------------ |
| 2008 | Rinha                                 | Fernanda        |              |
| 2010 | Dédalo                                | Refém           |              |
| 2013 | Colegas                               | Sheula          |              |
| 2017 | O Matador                             | Gabriela Sobral |              |
| 2021 | Mise en Scène: a Artesania do Artista | Produtora       | Documentário |

### Internet
| Ano  | Título         | Personagem         |
| ---- | -------------- | ------------------ |
| 2018 | Os Bollagattos | Miguela Bollagatto |

## Teatro
| Ano  | Título                       | Personagem |
| ---- | ---------------------------- | ---------- |
| 2001 | O Dia que John Lennon Morreu | Marie      |
| 2004 | Beijo na Boca                | Babi       |
| 2005 | Léo e Bia                    | Bia        |
| 2010 | Exorciza-me                  | Carolina   |
| 2016 | A Serpente                   | Guida      |

## Prêmios e indicações
| Ano  | Prêmio                          | Categoria                    | Trabalho                              | Resultado |
| ---- | ------------------------------- | ---------------------------- | ------------------------------------- | --------- |
| 2002 | Troféu UOL TV e Famosos         | Melhor Atriz Revelação       | O Beijo do Vampiro                    | Venceu    |
| 2003 | Prêmio Contigo! de TV           | Melhor Atriz Revelação       | O Beijo do Vampiro                    | Indicada  |
| 2005 | Prêmio Qualidade Brasil         | Melhor Atriz Revelação de TV | Como uma Onda                         | Indicada  |
| 2007 | Prêmio Qualidade Brasil         | Melhor Atriz                 | Vidas Opostas                         | Indicada  |
| 2007 | Prêmio Contigo! de TV           | Par Romântico (com Léo Rosa) | Vidas Opostas                         | Indicada  |
| 2009 | Prêmio Contigo! de TV           | Melhor Atriz de Novela       | Os Mutantes                           | Indicada  |
| 2013 | Prêmio Top of Business Nacional | Homenagem                    | Carreira                              | Venceu    |
| 2015 | Prêmio Contigo! de TV           | Melhor Atriz Coadjuvante     | Vitória                               | Indicada  |
| 2021 | Festival de Cinema de Toronto   | Melhor Documentário          | Mise en Scène: a Artesania do Artista | Pendente  |